# Coca-Cola Cup 2001 (Sri Lanka)
Die Coca-Cola Cup 2001 war ein Drei-Nationen-Turnier das vom 18. Juli bis zum 5. August 2001 in Sri Lanka im One-Day Cricket ausgetragen wurde. Bei dem zur internationalen Cricket-Saison 2001 gehörenden Turnier nahmen neben dem Gastgeber die Mannschaften aus Indien und Neuseeland teil. Im Finale konnte sich Sri Lanka mit 121 Runs gegen Indien durchsetzen.

## Vorgeschichte
Das Turnier fand im Vorlauf zur Tour Indiens in Sri Lanka statt. Indien spielte zuvor ein Drei-Nationen-Turnier in Simbabwe, für die beiden anderen Mannschaften war es die erste Tour der Saison.
In der Vorbereitung spielte das sri-lankische Sportministerium unter Lakshman Kiriella eine besondere Rolle. Zunächst plante der sri-lankische Verband Dambulla als Austragungsort von Spielen vorzusehen, da die Frage des Besitzers für das dortige Stadion nicht geklärt war.
Daraufhin schalteten sich lokale Persönlichkeiten ein, die vehement von der Regierung eine Austragung von Spielen dort forderten.
Die Spiele wurden dann auch dort vorgesehen, bis eine Woche vor Start des Turniers das Sportministerium entschied das auf Grund von möglichen Boykott-Aktionen auf Grund von nicht bezahlten Rechnungen des Verbandes die Spiele nicht dort ausgetragen würden.
Auch muss in Sri Lanka der Sportminister den Kader der Cricket-Nationalmannschaft, der durch ein Auswahlkomitee des Verbandes aufgestellt wird, offiziell bestätigen, bevor er für einen Wettbewerb benannt werden kann. Normalerweise ist dieses eine Formalie, die keine Probleme bereitet.
Dieses Mal allerdings griff der Sportminister ein, da er mit der Nicht-Aufstellung von Thilan Samaraweera nicht einverstanden war.
Zwei Tage später gab der Minister seinen Widerstand auf und gab sein Einverständnis für den Kader des Auswahlkomitees.

## Format
In einer Vorrunde spielte jede Mannschaft gegen jede dreimal. Für einen Sieg gab es zwei, für ein Unentschieden oder No Result einen Punkt. Die beiden Gruppenersten qualifizierten sich für das Finale und spielten dort um den Turniersieg.

## Stadion
Die folgenden Stadien wurden als Austragungsort vorgesehen.
| Stadion                            | Stadt   | Kapazität | Spiele                |
| ---------------------------------- | ------- | --------- | --------------------- |
| R. Premadasa Stadium (RPS)         | Colombo | 35.000    | 1. – 6. Spiel; Finale |
| Sinhalese Sports Club Ground (SSC) | Colombo | 10.000    | 7. – 9. Spiel         |

## Kaderlisten
Neuseeland benannte seinen Kader am 14. Juni 2001.
Indien benannte seinen Kader am 9. Juli 2001.
Sri Lanka benannte seinen Kader am 9. Juli 2001.
| ODI | ODI | ODI |
| Sri Lanka | Indien | Neuseeland |
| --- | --- | --- |
| - Sanath Jayasuriya (K) - Russel Arnold - Marvan Atapattu - Kumar Dharmasena - Dilhara Fernando - Avishka Gunawardene - Mahela Jayawardene - Romesh Kaluwitharana (wk) - Muttiah Muralitharan - Suresh Perera - Kumar Sangakkara - Chaminda Vaas | - Sourav Ganguly (K) - Hemang Badani - Sameer Dighe (wk) - Rahul Dravid - Harbhajan Singh - Zaheer Khan - Amay Khurasiya - VVS Laxman - Debasis Mohanty - Ashish Nehra - Virender Sehwag - Reetinder Sodhi - Yuvraj Singh | - Stephen Fleming (K) - Craig McMillan (VK) - Nathan Astle - Grant Bradburn - Chris Harris - Kyle Mills - Dion Nash - Jacob Oram - Adam Parore (wk) - Mathew Sinclair - Daryl Tuffey - Daniel Vettori - Lou Vincent |

## Spiele

### Vorrunde
Tabelle
| Teams      | Sp. | S | N | U | R | NR | BP | Punkte | NRR    |
| ---------- | --- | - | - | - | - | -- | -- | ------ | ------ |
| Sri Lanka  | 6   | 4 | 2 | 0 | 0 | 0  | 0  | 16     | +0.258 |
| Indien     | 6   | 3 | 3 | 0 | 0 | 0  | 0  | 12     | −0.244 |
| Neuseeland | 6   | 2 | 4 | 0 | 0 | 0  | 0  | 8      | −0.012 |

Sieg: 4 Punkte; Remis: 2 Punkte
Spiele
| 18. Juli Scorecard | Colombo (RPS) | Sri Lanka 220 (48.5)          | – | Neuseeland 204-9 (49/49) |
|                    |               | Sri Lanka gewinnt mit 16 Runs |   |                          |

| 20. Juli Scorecard | Colombo (RPS) | Neuseeland 211-8 (50)          | – | Indien 127 (41.1) |
|                    |               | Neuseeland gewinnt mit 84 Runs |   |                   |

| 22. Juli Scorecard | Colombo (RPS) | Sri Lanka 221-9 (50)         | – | Indien 215-7 (50) |
|                    |               | Sri Lanka gewinnt mit 6 Runs |   |                   |

Während des Turniers kam es zu einem Angriff der LTTE auf den Bandaranaike International Airport nahe Colombo. nach Überprüfung der Sicherheitskonzepte wurde das Turnier ohne Unterbrechung fortgesetzt.
| 25. Juli Scorecard | Colombo (RPS) | Neuseeland 236-8 (50)           | – | Sri Lanka 240-5 (48.3) |
|                    |               | Sri Lanka gewinnt mit 5 Wickets |   |                        |

| 26. Juli Scorecard | Colombo (RPS) | Neuseeland 200 (46.4/48)       | – | Indien 133 (39.4/47) |
|                    |               | Neuseeland gewinnt mit 67 Runs |   |                      |

| 28. Juli Scorecard | Colombo (RPS) | Sri Lanka 183 (46.5)         | – | Indien 184-3 (45.4) |
|                    |               | Indien gewinnt mit 7 Wickets |   |                     |

| 31. Juli Scorecard | Colombo (SSC) | Sri Lanka 221-6 (36/36)        | – | Neuseeland 115-9 (26/36) |
|                    |               | Sri Lanka gewinnt mit 106 Runs |   |                          |

| 1. August Scorecard | Colombo (SSC) | Indien 227-8 (50)          | – | Sri Lanka 181 (45.5) |
|                     |               | Indien gewinnt mit 46 Runs |   |                      |

Der indische Kapitän Sourav Ganguly wurde auf Grund von verbalen Ausfällen gegenüber dem sri-lankischen Team mit einer Geldstrafe belegt.
| 2. August Scorecard | Colombo (SSC) | Neuseeland 264-7 (50)        | – | Indien 267-3 (45.4) |
|                     |               | Indien gewinnt mit 7 Wickets |   |                     |

### Finale
| 5. August Scorecard | Colombo (RPS) | Sri Lanka 295-5 (50)           | – | Indien 174 (47.2) |
|                     |               | Sri lanka gewinnt mit 121 Runs |   |                   |